# Magia (álbum de Shakira)
Magia é o álbum de estreia da artista musical colombiana Shakira. O seu lançamento ocorreu em 24 de junho de 1991, através da Sony Music Colombia. Após encontrar com produtores da gravadora, a cantora acabou assinando um contrato de três álbuns com a editora. O disco é uma coleção de canções dançantes e baladas que Shakira havia composto desde quando ela tinha oito anos de idade, com temas inspirados a partir de suas experiência de sair com garotos, suas histórias de aventuras e seus sonhos de viver no litoral. 
Algumas performances ao vivo para divulgar o disco ajudaram Shakira a receber atenção na mídia colombiana, e o álbum lhe rendeu um prêmio no Viña del Mar International Festival Song. No entanto, não foi um sucesso comercial, não classificando-se em nenhuma tabela musical e vendendo apenas 1.200 cópias no país natal da cantora. Por solicitação de Shakira, Magia e seu álbum seguinte Peligro (1993) foram retirados dos mercados musicais. A faixa-título foi lançada promocionalmente em 1990.

## Antecedentes e composição

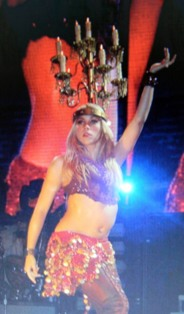
Shakira se apresentando em 2003.

Nascida em Barranquilla, na Colômbia, Shakira começou a compor canções com oito anos de idade, sua primeira sendo "Tus Gafas Oscuras". Suas apresentações em competições locais acabou levando a cantora a uma reunião com a produtora de um teatro local Monica Ariza, que mais tarde realizou um teste para ela em Bogotá. Ela cantou três músicas para os executivos da Sony Music Columbia, que ficaram impressionados o suficiente para assinar um contrato com ela — então com treze anos — para gravar três álbuns, que eram Magia, Peligro e Pies Descalzos.
De baixo orçamento, Magia levou cerca de três meses em sua pré-produção, que envolveu coreografias de apresentações ao vivo do álbum, aulas de canto com Shakira, e a organização das canções. O conceito da música ainda reflete sua personalidade, apesar do fato de que ele foi gerado pela gravadora. As faixas lida, com as emoções da primeira vez que uma pessoa se apaixonar, e variam entre poemas de amor ("Sueños") e celebrações da dança ("Esta noche voy contigo"). Estes temas foram influenciados a partir da experiência de Shakira com homens, como seu ex-namorado Oscar Pardo, histórias contadas por seu pai, e seus sonhos de viver no litoral. Em seu livro Shakira: Woman Full of Grace, Ximena Diego escreveu que o álbum "demonstrou seu potencial indiscutível".
Magia é uma coleção de canções compostas por Shakira entre os oito e doze anos de idade, e mistura baladas pop rock e canções disco de andamento acelerado com acompanhamento eletrônico, apesar de terem sidos prejudicados pela falta de gravação e a coesão de produção do disco. O álbum foi produzido por Miguel Enrique Cubillos e Pablo Tedeschi, e gravado no Aga Studios em Bogotá, quando Shakira tinha 13 anos. Um representante da Sony Music Columbia disse que o processo de gravação foi simples e perfeitamente bem. Entretanto, para Shakira, o processo foi problemático, pois ela não tinha capacidade suficiente para decidir quais faixas seriam incluídas, bem como a entrada da estrutura rítmica ou a produção artística das faixas.

## Lançamento e divulgação
Para divulgar o lançamento do álbum, por sugestão de Shakira, algumas performances ao vivo foram realizadas em locais como o Teatro Amira de la Rosa, Cartagena, Santa Marta, Riohacha, Medellin, Cali, Bogotá e em vários outros teatros e eventos, os quais receberam a imprensa, o rádio e a cobertura televisiva. As interpretações apresentaram dançarinos adicionais e vocalistas de apoio, como Cesar Navarro, Guillermo Gomez, Mauricio Pinilla, e Richard Ricardo. Foi gravado um vídeo musical foi feito para "Magia", que Navarro também estrelou. Navarro achou que o trabalho com Shakira foi agradável e relaxante, e o recordou como sensível e enérgico: "Ela era uma trabalhadora incansável, [trabalhava] mais do que qualquer coisa, ela era uma explosão total". As coreografias das apresentações foram feitas por Gary Julio e Ray Silva. O álbum ganhou um prêmio no Viña del Mar Festival International Festival Song, em 1991, apesar de Shakira não ter conseguido comparecer à cerimônia devido ao ter menos de dezesseis anos. Apesar das performances ao vivo e a quantidade da cobertura da mídia, o disco não foi bem sucedido comercialmente, com apenas 1.200 cópias sendo vendidas no país natal da cantora. Shakira se recusou a permitir o relançamento de Magia e seu álbum seguinte, Peligro, por causa da "imaturidade" de ambos. Estes discos nunca foram lançados nos Estados Unidos.

## Lista de faixas
Todas as faixas produzidas por Miguel Enrique Cubilos e Pablo Tedeschi.
| N.º            | Título                          | Compositor(es)               | Duração |  |
| 1.             | "Sueños"                        | Shakira                      | 3:47    |  |
| 2.             | "Esta Noche Voy Contigo"        | Miguel Enrique Cubilos       | 3:53    |  |
| 3.             | "Lejos de Tu Amor"              | Pablo Tedeschi               | 3:09    |  |
| 4.             | "Magia"                         | Shakira                      | 4:43    |  |
| 5.             | "Cuentas Comigo"                | Juanita Loboguerrero Cubilos | 4:01    |  |
| 6.             | "Cazador de Amor"               | Shakira                      | 3:07    |  |
| 7.             | "Gafas Oscuras"                 | Shakira                      | 3:13    |  |
| 8.             | "Necessito de Ti"               | Shakira                      | 3:41    |  |
| 9.             | "Lejos de Tu Amor" (versão Mix) | Tedeschi                     | 3:13    |  |
| Duração total: | Duração total:                  | Duração total:               | 32:47   |  |

## Créditos
Lista-se abaixo os profissionais envolvidos na elaboração de Magia, de acordo com o encarte do disco: